# Afsar Djavanchirov
 (août 2021).
Afsar Djavanchirov (en azéri : Əfsər Bayram oğlu Cavanşirov; né le 8 novembre 1930 à Horadiz, dans le district de la région de Fuzuli en  RSS d'Azerbaïdjan et mort le 20 mai 2006 à Bakou, Azerbaïdjan) est un compositeur azerbaïdjanais, artiste émérite de la RSS d'Azerbaïdjan.

## Biographie
En 1948, Afsar Djavanchirov, diplômé de l'école secondaire et de l'école de musique pour enfants №2, entre au Collège de musique de Bakou Asaf Zeynally. En 1952 il est admis à la faculté de composition du Conservatoire de musique d'État d'Azerbaïdjan. En 1958, il termine la classe du professeur Djovdat Hadjiyev.
Il est directeur artistique du chœur d'enfants "Banovsha" et de l'ensemble de danse de l’Audio-visuel de la République d'Azerbaïdjan. En 1982, il reçoit le titre honorifique de « Artiste d'art emerite de la RSS d'Azerbaïdjan ».

## Œuvres
- 7 symphonies pour l’Orchestre symphonique,
- Poèmes,
- Oeuvres pour choeur a cappella,
- Oeuvres pour choeur d'enfants et d’autres[3].

## Distinctions
- Décret d’honneur du Soviet suprême de la RSS d'Azerbaïdjan - 18 mai 1972
- Titre honorifique "Artiste émérite de la RSS d'Azerbaïdjan" - 1er décembre 1982.